# Fnatic
Fnatic (pronunciado "fanatic"; también estilizado como fnatic o FNATIC) es una organización profesional de deportes electrónicos fundada el 23 de julio de 2004 y con sede en Londres, Reino Unido. La organización tiene jugadores en diversas partes del mundo, compitiendo en videojuegos como Counter-Strike: Global Offensive, Dota 2, Heroes of the Storm, Valorant, y League of Legends.
En 2006, Fnatic adquiriría un equipo de World of Warcraft
El equipo de League of Legends de Fnatic ganó el primer League of Legends World Championship en 2011. Anteriormente poseía el récord por la mayor cantidad de títulos en la League of Legends European Championship o LEC (anteriormente EU LCS), teniendo siete de los veinte jugados, hasta que su rival G2 Esports consiguió su octavo título en verano de 2020. En la edición de verano de 2015, Fnatic se convirtió en el primer equipo europeo en finalizar la competición sin derrotas.

## Historia
La organización sería fundada el 23 de julio de 2004 por Sam Mathews y Anne Mathews. Después de jugar varios años para  Fnatic, Patrik "cArn" Sättermon, jugador de Counter-Strike, se convertiría en Chief gaming officer de Fnatic en 2012. Wouter Sleijffers remplazaría a Anne Mathews como director ejecutivo en 2015, mientras que Sam Mathews se mantendría como presidente.
Entre 2008 y 2009, Fnatic empezaría a ser patrocinada por MSI y SteelSeries, causando un cambio temporal de nombre a FnaticMSI. El 1 de junio de 2011, Fnatic se asociaría con EIZO para lanzar sus monitores de juego al mercado.
En 2006, Fnatic adquiriría un equipo de World of Warcraft, Fnatic. WoW. Returning to represent Fnatic in the World of Warcraft 3v3 community was players TooGood, Vo0, and Ztrider. The Fnatic. WoW division won top finishes in events including BlizzCon, Intel Extreme Masters (IEM) and Major League Gaming (MLG).[cita requerida]

## League of Legends

### 2011
El 14 de marzo de 2011, Fnatic es introducido a la escena profesional de League of Legends al adquirir el roster de myRevenge, compuesto por xPeke, CyanideFI, WetDreaM, Shushei, Mellisan, LamiaZealot y MagicFingers. Fue uno de los equipos que logró clasificarse para el campeonato mundial de 2011, logrando la victoria en las finales contra against All authority, y convirtiéndose en el único equipo europeo en haber ganado un mundial hasta la fecha.

### 2014
Tras quedar segundos en temporada regular, Fnatic se clasifica para los playoffs del split de primavera de la EU LCS, donde el equipo derrotó a Alliance en semifinales y a SK Gaming en finales. En verano tuvieron más dificultades: no fueron capaces de alcanzar el top 2 hasta la séptima semana, pero su mayor rival, Alliance, ya estaba a una distancia considerable de ellos en la lucha por el primer puesto. Aunque Fnatic pasó a playoffs como segundo, Yell0wStaR consiguió el premio de MVP de la temporada. Sin embargo, Fnatic fue derrotado en la gran final por Alliance, aunque se clasificaron al campeonato mundial de 2014.
En los mundiales, Fnatic no pasó de fase de grupos.
Lauri "Cyanide" Happonen (Jungler), Enrique "xPeke" Cedeño (Midlaner) y Martin "Rekkles" Larsson (AD Carry) abandonan el equipo.

### 2018
Tras ganar los dos splits de EU LCS, Fnatic se clasifica a los Worlds. Allí, consiguen llegar a las finales, siendo derrotados por el conjunto chino Invictus Gaming.
Soaz (Toplaner), Broxah (Jungler) y Rasmus "Caps" Winther (Midlaner) dejan el equipo. Les sustituyen Selfmade (Jungler) y Nemesis (Midlaner)

### 2019
Cuando la EU LCS es remodelada a la LEC (League of Legends European Championship), Fnatic es anunciado como uno de los 10 clubs que participarán en la competición. El equipo no consigue hacerse con ningún título en Europa, pero logra una vez más clasificarse a Worlds 2019. Aunque consigue pasar de fase de grupos, es derrotado en cuartos de final por el equipo chino FunPlusPhoenix, que derrotaría en las finales a G2 Esports, coronándose campeón del mundo.

### 2020
Otro año más, Fnatic no logra hacerse con ningún trofeo en Europa, pero sí ir a los mundiales. Tras pasar de fase de grupos, son derrotados por el equipo chino Top Esports.
La estrella de Fnatic, Martin "Rekkles" Larsson (AD Carry), deja la organización para jugar en su acérrimo rival, G2 Esports, siendo sustituido por Ellias "Upset" Lipp. Nemesis (Midlaner) abandona el equipo, y aunque Fnatic está interesado en adquirir a Luka "Perkz" Perković, su club, G2, bloquea la compra, por lo que finalmente es sustituido por Nisqy. Mithy (entrenador) y Magifelix (sustituto) dejan el equipo. Jakob "YamatoCannon" Mebdi (entrenador) se une a Fnatic.

### 2021
El split de primavera es desastroso: apenas logran clasificarse a playoffs, donde rápidamente son eliminados por Schalke 04. Tras esta derrota, el equipo decide realizar cambios: Selfmade (Jungler) deja el equipo, y es sustituido por Bwipo (Toplaner), que hace cambio de rol. Para ocupar el hueco de éste en el carril superior, Fnatic ficha al francés Adam.
En el split de verano, los resultados del equipo mejoran. En playoffs, vencen a G2, eliminando sus opciones de ir a los mundiales, y clasificándose ellos automáticamente. En semifinales, cosechan otra victoria contundente, esta vez contra Rogue, aunque son derrotados en las finales por MAD Lions.
El día previo a su estreno en los mundiales, Upset comunica al equipo que no podrá jugar. Louis "Bean" Schmitz, tirador para la academia de Fnatic, le sustituye. Según declaraciones posteriores de varios jugadores (principalmente Adam y Bwipo), hay un pésimo ambiente en el equipo. Fnatic no consigue pasar de la fase de grupos.
Adam (Toplaner) y Bwipo (Jungla) abandonan el equipo. Nisqy (Midlaner) pasa a ser jugador inactivo. Entran Wunder (Toplaner), Razork (Jungler) y Humanoid (Midlaner).

### 2022

#### Split de primavera[9]
El split de primavera de 2022 no fue mal para Fnatic, acabando la fase regular de la LEC en una cómoda segunda posición y siendo uno de los favoritos para ganar el título y representar a Europa en el Mid-Season Invitational 2022 . Fnatic empezó los Playoffs con una convincente victoria por 3 - 1 frente a G2 Esports, sin embargo, perdieron por 3 - 0 contra Rogue en la segunda ronda, lo que les llevó a la semifinal contra G2 Esports, Fnatic partía como favorito al haber derrotado ya a su rival en la primera ronda de Playoffs, pero Fnatic perdió la serie por un contundente 3 - 0, por lo que acabaron como tercer clasificado en la competición. Fnatic no hizo cambios en su plantilla principal para el split de verano, pero traspasó a su Mid-laner sustituto Nisqy al equipo de MAD Lions.

#### Split de verano[11]
La temporada regular de verano de Fnatic fue dudosa, acabando en 5º posición tras casi quedarse fuera de los Playoffs. Al acabar 5º la fase regular Fnatic empezó las eliminatorias en el "lowers bracket". Pese a su dudosa fase regular, Fnatic logró ganar al equipo de  EXCEL en un mejor de 5 que lograron remontar y ganar por 3 - 2. En la siguiente ronda, Fnatic se enfrentaba al equipo de Misfits gaming, el ganador de este encuentro quedaría 4º como mínimo en el torneo, por lo cual clasificaría para los Mundiales de League of Legends de 2022. Fnatic ganó esa serie por 3 - 0 y clasificó para los mundiales. En su siguiente ronda Fnatic ganó por 3 - 1 al equipo de MAD Lions y consiguió llegar a la semifinal contra Rogue, Rogue llegaba al encuentro después de perder por 3 - 0 contra G2 Esports y Fnatic llegaba después de varias victorias convincentes, sin embargo la serie acabó en un 3 - 1 favorable a Rogue tras el cual Fnatic volvía a quedar 3º clasificado en la competición.

### 2023

#### Split de invierno
Fnatic realizó cambios importantes para la temporada 2023 de la LEC. El head coach YamatoCannon dejó el equipo. Después de 5 años, el support Hylissang también dejó el equipo, y el AD Carry Upset fue bencheado.
En su lugar, Crusher se unió desde la academia como head coach y, como support, rhuckz. Hiiva también se unió al club como assistant coach. Mientras tanto, Rekkles, volvió al puesto de AD Carry. El Split de invierno para Fnatic fue malo. En la temporada regular anotaron solo 2 victorias (contra Koi Esports y Excel Esports), y 7 derrotas.
A pesar de las derrotas, fue en el último partido, contra SK Gaming, que todavía tenían la oportunidad de abrirse camino en los play-offs. Desafortunadamente, perdieron y con un puntaje de 2-7 terminaron la división en el noveno lugar, por lo que no ingresaron a los play-offs por primera vez en la historia de la organización. Esto llevó a Fnatic a realizar cambios en la alineación para el próximo split de primavera. Wunder fue enviado a la banca, mientras que rhuckz fue enviado a Fnatic TQ. En sus lugares de la academia llegó el joven toplaner de 19 años Oscarinin y el support holandés Advienne. Mientras tanto, Nightshare se convirtió en el nuevo head coach de Fnatic, reemplazando a Crusher.

#### Split de verano
Luego de la desastrosa campaña de Fnatic, realizaron cambios en el roster. El AD Carry coreano Noah, y el support polaco Trymbi fueron las nuevas incorporaciones a la botlane, sustituyendo al dúo Rekkles/Advienne. Rekkles hace un roleswap a support, abandonando así la posición de tirador, y siendo sustituto de Trymbi. Advienne dejó el equipo.
El conjunto británico perdió en la final del Loser Bracket, lo que le permitió llegar a las finales de la LEC y soñar con la clasificación al mundial, salvando así una temporada que aparentaba desastrosa.

### Lista de jugadores
| España          | Oscarinin  | Óscar Muñoz Jiménez    | Toplaner   |
| España          | Razork     | Iván Martín Díaz       | Jungler    |
| República Checa | Humanoid   | Marek Brázda           | Midlaner   |
| Corea del Sur   | Noah       | Oh Hyeon-taek (오현택) | AD Carry   |
| Corea del Sur   | Jun        | Yoon Se-jun (윤세준)   | Support    |
| República Checa | Nightshare | Tomáš Kněžínek         | Entrenador |

### Fnatic TQ
La academia de Fnatic que compitió en la NLC, Fnatic Rising, se disuelve. Se forma otro equipo academia en asociación con Team Queso, que competirá en la SuperLiga LVP 2022 en España bajo el nombre "Fnatic TQ".

#### Split primavera 2022[13]
Fnatic TQ empezó su trayectoria deportiva quedando primer clasificado en fase regular con 16 victorias y tan solo 2 derrotas clasificando directamente al European Masters, un torneo con los mejores equipos de cada región europea, el de FnaticTQ es el mejor resultado de fase regular en la historia de la Superliga LVP. En la fase eliminatoria FnaticTQ ganó su enfrentamiento al mejor de 5 en la primera ronda contra Barça Esports (equipo de esports del FC Barcelona) por 3 - 1, pasando así directamente a la final. En la final se enfrentaron al club vasco BISONS ECLUB, al cual vencieron tras un convincente 3 - 0, Ganando el título de Superliga LVP en su primer split. En el European Masters FnaticTQ avanzó de la fase de grupos pero cayó en los cuartos de final contra VitalityB por 3 - 0.

#### Split verano 2022[15]
El split de verano de 2022 fue bastante malo comparado con el anterior split, pues Fnatic TQ ni siquiera se clasificó a la fase eliminatoria, acabando con 8 victorias y 10 derrotas en 8º puesto tras perder un partido decisivo contra KOI que les hubiese dado el 6º puesto en  la fase regular y la clasificación a la fase eliminatoria.

### Lista de jugadores
| Dinamarca    | Doxy     | Rafael Adi Zarabi      | Toplaner   |
| Países Bajos | Rabble   | Jochem van Graafeiland | Jungler    |
| Montenegro   | Nafkelah | Andrija Kovačević      | Midlaner   |
| Alemania     | Reptile  | Jona Fritz             | AD Carry   |
| Países Bajos | Kadir    | Kadircan Mumcuoğlu     | Support    |
| España       | Gaax     | Pablo Vega Pérez       | Entrenador |